# Льны
Льны — упразднённое село в Бурлинском районе Алтайского края. Входило в состав Устьянского сельсовета. Ликвидировано в 1977 г.

## История
Основано в 1918 году. В 1928 г. русский посёлок Льны состоял из 51 хозяйства, центр Льновского сельсовета Ново-Алексеевского района Славгородского округа Сибирского края. Сельскохозяйственная артель «Безбожник». С 1950 г. центральная усадьба укрупненного колхоза имени Жданова. С 1957 г. отделение Новоалексеевского совхоза № 2. С 1961 г. в составе Устьянского сельсовета.

## Население
В 1928 году в посёлке проживало 270 человек (128 мужчин и 142 женщины), основное население — русские.